# Тейлор, Джесси
Дже́сси Ма́ркус Те́йлор (англ. Jesse Marcus Taylor; 2 января 1983, Поуэй) — американский боец смешанного стиля, представитель полусредней, средней и полутяжёлой весовых категорий. Выступает на профессиональном уровне начиная с 2006 года, известен по участию в турнирах таких бойцовских организаций как UFC, Strikeforce, League S-70, WSOF, KSW, победитель 25 сезона бойцовского реалити-шоу The Ultimate Fighter.

## Биография
Джесси Тейлор родился 2 января 1983 года в городе Поуэй, штат Калифорния. Ещё во время учёбы в школе активно занимался борьбой, позже поступил в Университет штата Калифорния в Сан-Франциско, где тоже состоял в университетской команде по борьбе и регулярно участвовал студенческих соревнованиях. Однако обучение не окончил и переехал из Сан-Франциско в Сан-Диего, перейдя в местный колледж. Дважды получал статус всеамериканского спортсмена, был призёром чемпионата штата, в 2004 году становился чемпионом Калифорнии среди юниоров, проиграв только три поединка. Позже вошёл в первый дивизион Национальной ассоциации студенческого спорта и занял третье место в рейтинге Конференции Pac-12. Благодаря успехам в спорте получил стипендию в Калифорнийском государственном университете, тем не менее, в то время он уже был женат и имел сына, поэтому вынужден был оставить учёбу и отказаться от карьеры борца.
Столкнувшись с проблемой нехватки денег, Тейлор работал на стройке и тренером в фитнес-клубе, а в конце концов решил попробовать себя в смешанных единоборствах и по совету старого друга присоединился к бойцовской команде Team Quest, где имел возможность тренироваться вместе с такими известными личностями как Дэн Хендерсон, Сокуджу и Джейсон Миллер. Он быстро освоил бразильское джиу-джитсу и подтянул ударную технику, что позволило ему побеждать гораздо более опытных соперников.
Дебютировал в смешанных единоборствах в августе 2006 года, на турнире калифорнийской организации King of the Cage победил своего первого соперника единогласным решением судей. Первое в карьере поражение потерпел в апреле 2007 года болевым приёмом «рычаг локтя» от соотечественника Джесси Форбса.
В 2008 году Тейлор принял участие в седьмом сезоне бойцовского реалити-шоу The Ultimate Fighter, где состоял в команде Форреста Гриффина и сумел пройти всех соперников, которые стояли у него на пути. Должен был драться в финале, однако незадолго до этого стал участником скандала — руководству шоу попали в руки записи с камер наблюдения, на которых Тейлор устраивает в гостинице пьяный дебош: пристаёт к женщинам, нападает на сотрудников отеля, выбивает стекло в заказанном автомобиле, громко выкрикивая при этом, что является бойцом UFC. В результате президент организации Дэйна Уайт принял решение снять Тейлора с финального боя, несмотря на извинение и раскаяние последнего. Тем не менее, Тейлор остался в организации и спустя несколько месяцев получил шанс реабилитироваться на турнире UFC Fight Night: Silva vs. Irvin — здесь он, однако, удушающим приёмом «перуанский галстук» был побеждён Си Би Доллауэем. Вскоре появилась информация о его увольнении из организации.

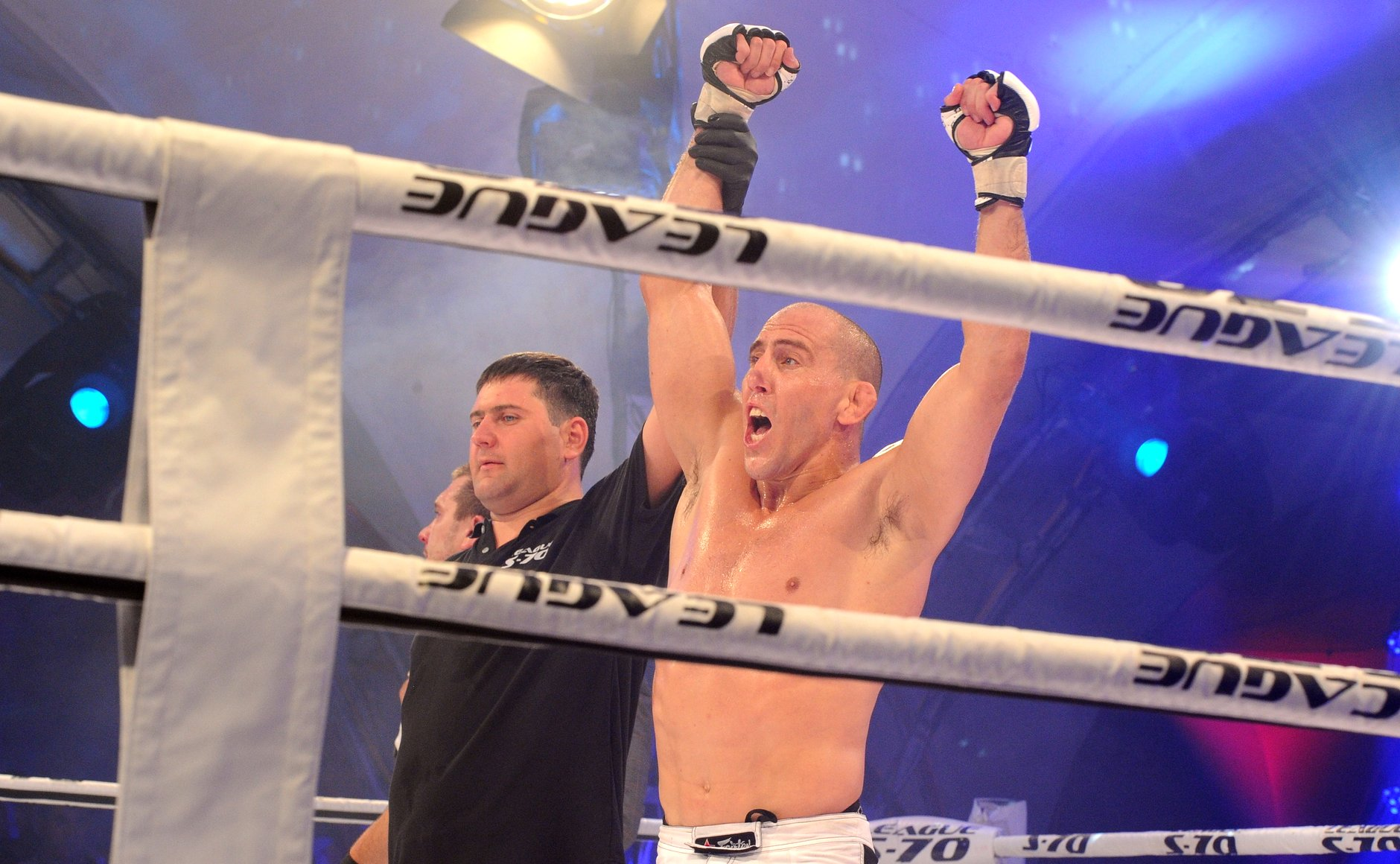
Тейлор на турнире «Плотформа S-70» в 2015 году

Сразу после ухода из UFC Джесси Тейлор одержал неожиданную победу над Дрю Фикеттом, который был более опытным бойцом и считался фаворитом в этом противостоянии. В дальнейшем Тейлор спустился из средней весовой категории в полусреднюю, и это дало свои плоды — последовала серия из семи побед подряд, в том числе на турнире Dream в Японии он побил сильного корейского дзюдоиста Юн Дон Сика. Серия побед прервалась только в 2009 году, когда, подписав контракт с крупной американской организацией Strikeforce, Тейлор проиграл сначала Джею Хирону, а затем Люку Рокхолду.
Впоследствии участвовал в турнирах различных менее престижных промоушенов, часто выезжал из США в другие страны, в частности в Канаду, Австралию и Великобританию. В этот период встречался с такими известными бойцами как Денис Кан, Эктор Ломбард, Мамед Халидов, Майкел Фалкан. Дважды побывал в России: в августе 2015 года на турнире League S-70 в Сочи представлял так называемую сборную мира и победил «гильотиной» сильного российского проспекта Михаила Царёва, тогда как в июне 2016 года на турнире лиги ACB той же «гильотиной» проиграл россиянину Асламбеку Саидову.

## Статистика в профессиональном ММА
| Боёв 45  | Побед 31 | Поражений 14 |
| -------- | -------- | ------------ |
| Нокаутом | 5        | 0            |
| Сдачей   | 17       | 13           |
| Решением | 9        | 1            |

| Результат | Рекорд | Соперник          | Способ                             | Турнир                                          | Дата             | Раунд | Время | Место                       | Примечание                                                            |
| --------- | ------ | ----------------- | ---------------------------------- | ----------------------------------------------- | ---------------- | ----- | ----- | --------------------------- | --------------------------------------------------------------------- |
| Победа    | 31-15  | Диегу Лима        | Сдача (удушение сзади)             | The Ultimate Fighter: Redemption Finale         | 7 июля 2017      | 2     | 0:43  | Лас-Вегас, США              | Выиграл 25 сезон реалити-шоу The Ultimate Fighter в полусреднем весе. |
| Поражение | 30-15  | Мухамед Берхамов  | Сдача (рычаг локтя)                | ACB 48: Revenge                                 | 22 октября 2016  | 1     | 2:30  | Москва, Россия              |                                                                       |
| Победа    | 30-14  | Сет Бачински      | Единогласное решение               | TFE MMA: Vengeance                              | 26 августа 2016  | 3     | 5:00  | Анахайм, США                |                                                                       |
| Поражение | 29-14  | Асламбек Саидов   | Сдача (гильотина)                  | ACB 40: Battleground                            | 3 июня 2016      | 1     | 3:29  | Краснодар, Россия           |                                                                       |
| Поражение | 29-13  | Борис Маньковский | Сдача (гильотина)                  | KSW 32: Road to Wembley                         | 31 октября 2015  | 1     | 1:54  | Лондон, Великобритания      |                                                                       |
| Победа    | 29-12  | Михаил Царёв      | Сдача (гильотина)                  | League S-70: Russia vs. World                   | 29 августа 2015  | 1     | 0:40  | Сочи, Россия                | Единственный победитель сборной мира.                                 |
| Победа    | 28-12  | Ник Барнс         | Техническая сдача (удушение сзади) | Smash Global: The Main Event                    | 1 августа 2015   | 1     | 2:59  | Сан-Диего, США              |                                                                       |
| Поражение | 27-12  | Майкел Фалкан     | Сдача (гильотина)                  | Arena Tour 5: Falcao vs. Taylor                 | 18 апреля 2015   | 1     | 3:13  | Буэнос-Айрес, Аргентина     |                                                                       |
| Поражение | 27-11  | Трей Хьюстон      | Сдача (рычаг локтя)                | BattleGrounds MMA 5: O.N.E.                     | 4 октября 2014   | 1     | 2:10  | Талса, США                  | Четвертьфинал гран-при полусреднего веса.                             |
| Поражение | 27-10  | Дэвид Бранч       | Сдача (удушение Д’арсе)            | WSOF 10                                         | 21 июня 2014     | 1     | 1:41  | Лас-Вегас, США              | Бой за титул чемпиона WSOF в среднем весе.                            |
| Победа    | 27-9   | Элвис Мутапчич    | Единогласное решение               | WSOF 7                                          | 7 декабря 2013   | 3     | 5:00  | Ванкувер, Канада            | Полуфинал гран-при среднего веса.                                     |
| Победа    | 26-9   | Джон Филлипс      | Сдача (гильотина)                  | Cage Warriors 54                                | 4 мая 2013       | 1     | 2:43  | Кардифф, Уэльс              | Защита титула чемпиона в среднем весе.                                |
| Победа    | 25-9   | Кендалл Гроув     | Единогласное решение               | K-Oz Entertainment: Bragging Rights 5           | 23 февраля 2013  | 5     | 5:00  | Перт, Австралия             | Защита титула чемпиона в среднем весе.                                |
| Победа    | 24-9   | Крис Филдс        | Сдача (удушение сзади)             | Cage Warriors 51                                | 31 декабря 2012  | 2     | 1:06  | Дублин, Ирландия            | Бой за титул чемпиона в среднем весе.                                 |
| Победа    | 23-9   | Стив Кеннеди      | Сдача (удушение сзади)             | K-Oz Entertainment: Bragging Rights 4           | 16 ноября 2012   | 1     | 4:01  | Перт, Австралия             | Бой за титул чемпиона в среднем весе.                                 |
| Победа    | 22-9   | Марсель Фортуна   | Единогласное решение               | Dragon House MMA 11: Taylor vs. Fortuna         | 18 августа 2012  | 3     | 5:00  | Окленд, США                 |                                                                       |
| Победа    | 21-9   | Кристофер Ортега  | Сдача (гильотина)                  | Cage Gladiator 7                                | 4 августа 2012   | 1     | 1:13  | Мехикали, Мексика           |                                                                       |
| Поражение | 20-9   | Гаел Гримод       | Сдача (рычаг локтя)                | Cage Warriors Fight Night 6                     | 24 мая 2012      | 3     | 0:55  | Мадинат-Иса, Бахрейн        | Бой за титул чемпиона в полусреднем весе.                             |
| Поражение | 20-8   | Мамед Халидов     | Сдача (рычаг колена)               | KSW 17: Revenge                                 | 26 ноября 2011   | 1     | 1:42  | Лодзь, Польша               |                                                                       |
| Победа    | 20-7   | Марио Трухильо    | Сдача (удушение сзади)             | Ultimate Combat Challenge                       | 30 сентября 2011 | 1     | 1:30  | Панама, Панама              |                                                                       |
| Поражение | 19-7   | Эктор Ломбард     | Сдача (скручивание пятки)          | Australian FC 2                                 | 3 сентября 2011  | 2     | 1:26  | Мельбурн, Австралия         | Бой за титул чемпиона в среднем весе.                                 |
| Победа    | 19-6   | Денис Кан         | Сдача (удушение сзади)             | Battlefield Fight League 8                      | 28 мая 2011      | 1     | 1:57  | Британская Колумбия, Канада |                                                                       |
| Победа    | 18-6   | Клэй Дэвидсон     | Единогласное решение               | Battlefield Fight League 7                      | 26 марта 2011    | 3     | 5:00  | Британская Колумбия, Канада | Бой в полутяжёлом весе.                                               |
| Победа    | 17-6   | Дилан Эндрюс      | Техническая сдача (гильотина)      | Australian FC 1                                 | 12 ноября 2010   | 1     | 2:33  | Мельбурн, Австралия         |                                                                       |
| Победа    | 16-6   | Том Уотсон        | Единогласное решение               | MFC 26                                          | 10 сентября 2010 | 3     | 5:00  | Альберта, Канада            |                                                                       |
| Победа    | 15-6   | Мурилу Бустаманте | TKO (травма)                       | Impact FC 2                                     | 18 июля 2010     | 2     | 2:10  | Сидней, Австралия           |                                                                       |
| Поражение | 14-6   | Талес Лейтес      | Сдача (треугольник)                | MFC 25                                          | 7 мая 2010       | 1     | 2:27  | Альберта, Канада            |                                                                       |
| Победа    | 14-5   | Джейсон Дэй       | Сдача (удушение сзади)             | AMMA 2: Vengeance                               | 5 февраля 2010   | 1     | 1:14  | Альберта, Канада            |                                                                       |
| Поражение | 13-5   | Люк Рокхолд       | Сдача (удушение сзади)             | Strikeforce Challengers: Gurgel vs. Evangelista | 6 ноября 2009    | 1     | 3:42  | Калифорния, США             | Бой в среднем весе.                                                   |
| Поражение | 13-4   | Джей Хирон        | Единогласное решение               | Strikeforce: Carano vs. Cyborg                  | 15 августа 2009  | 3     | 5:00  | Калифорния, США             | Бой в полусреднем весе.                                               |
| Победа    | 13-3   | Юн Дон Сик        | TKO (травма голеностопа)           | Dream 10                                        | 20 июля 2009     | 1     | 1:02  | Сайтама, Япония             |                                                                       |
| Победа    | 12-3   | Рубен Барбоса     | Сдача (удушение сзади)             | Total Combat 33                                 | 11 июля 2009     | 1     | 3:13  | Мехико, Мексика             | Бой за титул чемпиона в среднем весе.                                 |
| Победа    | 11-3   | Эрик Давила       | Сдача (удушение сзади)             | Shark Fights 4                                  | 2 мая 2009       | 1     | 2:29  | Техас, США                  |                                                                       |
| Победа    | 10-3   | Крис Камоцци      | Единогласное решение               | King of Champions 3                             | 28 марта 2009    | 3     | 5:00  | Колорадо, США               | Бой за титул чемпиона в среднем весе.                                 |
| Победа    | 9-3    | Герт Кокани       | Сдача (удушение сзади)             | Xtreme Cagefighting Federation 1                | 14 февраля 2009  | 2     | 4:45  | Флорида, США                |                                                                       |
| Победа    | 8-3    | Рико Альтамирано  | Сдача (удушение сзади)             | The Warriors Cage 1                             | 15 января 2009   | 2     | 2:00  | Калифорния, США             |                                                                       |
| Победа    | 7-3    | Дрю Фикетт        | TKO (руки и локти)                 | Total Combat 32                                 | 2 октября 2008   | 1     | 1:42  | Калифорния, США             | Бой в полусреднем весе.                                               |
| Поражение | 6-3    | Си Би Доллауэй    | Сдача (перуанский галстук)         | UFC Fight Night 14                              | 19 июля 2008     | 1     | 3:58  | Невада, США                 |                                                                       |
| Победа    | 6-2    | Хорхе Рамирес     | TKO (удары руками)                 | MMA Xtreme 15                                   | 16 ноября 2007   | 1     | 0:42  | Мехико, Мексика             |                                                                       |
| Победа    | 5-2    | Мэтт Мэйджор      | Единогласное решение               | Melee on the Mountain                           | 6 ноября 2007    | 3     | 5:00  | Калифорния, США             |                                                                       |
| Поражение | 4-2    | Кенни Энто        | Сдача (треугольник)                | PRIMAL MMA                                      | 11 августа 2007  | 1     | 0:37  | Тихуана, Мексика            |                                                                       |
| Победа    | 4-1    | Хорхе Ортис       | TKO (удары руками)                 | Total Combat 21                                 | 8 июля 2007      | 2     | 1:49  | Калифорния, США             |                                                                       |
| Поражение | 3-1    | Джесси Форбс      | Сдача (рычаг локтя)                | Tuff-N-Uff 2                                    | 14 апреля 2007   | 1     | 1:21  | Невада, США                 |                                                                       |
| Победа    | 3-0    | Ноэль Родригес    | Сдача (удушение сзади)             | MMA Xtreme 9                                    | 3 марта 2007     | 2     | 1:03  | Тихуана, Мексика            |                                                                       |
| Победа    | 2-0    | Крис Чиассон      | TKO (удары руками)                 | No Limits MMA                                   | 4 ноября 2006    | 2     | 1:28  | Калифорния, США             |                                                                       |
| Победа    | 1-0    | Роберт Саркози    | Единогласное решение               | KOTC: Rapid Fire                                | 4 августа 2006   | 2     | 5:00  | Калифорния, США             |                                                                       |